# Satoshi Hino
Satoshi Hino (jap. 日野 聡 Hino Satoshi; ur. 4 sierpnia 1978 w San Francisco, Kalifornia) – japoński seiyū i aktor dubbingowy. Dawniej związany był z Production Baobab, obecnie przynależy do Axlone. Znany jest między innymi jako Sai z serii Naruto.

## Wybrane role głosowe
- Bakuman jako Akito Takagi
- Future Card Buddyfight jako Kyoya Gaen
- Fantasy bishōjo juniku ojisan to jako Trey Mitchell
- Gintama jako Kamui
- Haikyū!! jako Sawamura Daichi
- KimiKiss jako Kōichi Sanada
- Kuroshitsuji jako Ash Landers
- Miecz zabójcy demonów – Kimetsu no Yaiba jako Kyōjurō Rengoku
- Naruto Shippūden jako Sai
- Naruto Shippūden 2: Bonds jako Sai
- Naruto Shippūden 3: Inheritors of the Will of Fire jako Sai
- Niehime to kemono no ō jako Leonhart[2]
- Nitaboh: Tsugaru Shamisen Shiso Gaibun jako Nitaboh
- Nodame Cantabile jako Yunlong Li
- Otome Yōkai Zakuro jako Riken Yoshinokazura
- Overlord jako Momonga
- Sket Dance jako Akitoshi Daimon
- Yu-Gi-Oh! Duel Monsters GX jako Kagurazaka
- Zero no Tsukaima jako Saito Hiraga

### Japoński dubbing
- Eragon jako Roran
- Harry Potter i Czara Ognia jako Cedrik Diggory
- Kapitan Marvel jako Att-Lass
- Pojutrze jako Brian Parks
- Rozstania i powroty jako Miro
- Valerian i miasto tysiąca planet jako Major Valerian